# 阿拉伯婆婆纳
阿拉伯婆婆纳（常见的英文名称：Persian speedwell, large field speedwell, bird's-eye, 或winter speedwell）又稱波斯婆婆納、台北水苦藚等，为車前草科婆婆纳属下的一个种。它是一种开花植物，原产欧亚大陆。

### 原產地
歐洲、南歐、西亞、喜馬拉雅山及亞洲。

### 分布
中國西南、華東至華北，包含浙江、陝西及長江流域、日本各地有歸化山野自生、台灣全境冬至春季平野至中海拔陰濕地成群自生，宜蘭、台北、台中、南投、嘉義，海岸至海拔 2,200 公尺荒地，算是歸化種。

### 歷史
婆婆納名字，最早出自明代《救荒本草》這本書，作者是朱元璋第五子周定王朱橚，組織王府中的學者共同編寫而成。

### 功效
阿拉伯婆婆纳由於不含毒性，所以全草都可以入藥。有跌打損傷、祛風散熱、消腫解毒，主治:腎虛、風濕、痢疾、疥瘡、乳腺炎、陰囊腫大、癰瘡腫毒。

## 图片集

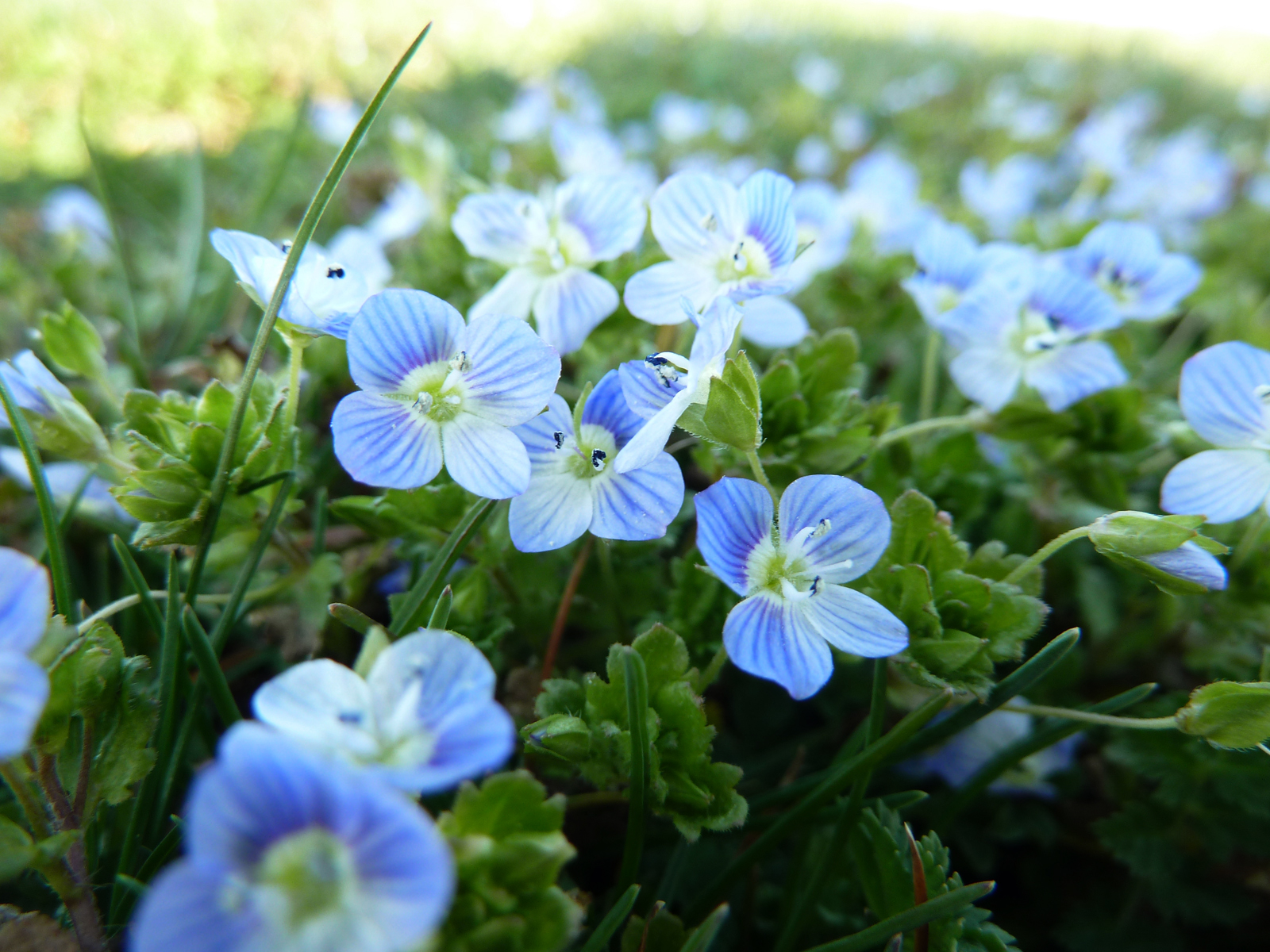
阿拉伯婆婆纳(Veronica persica)
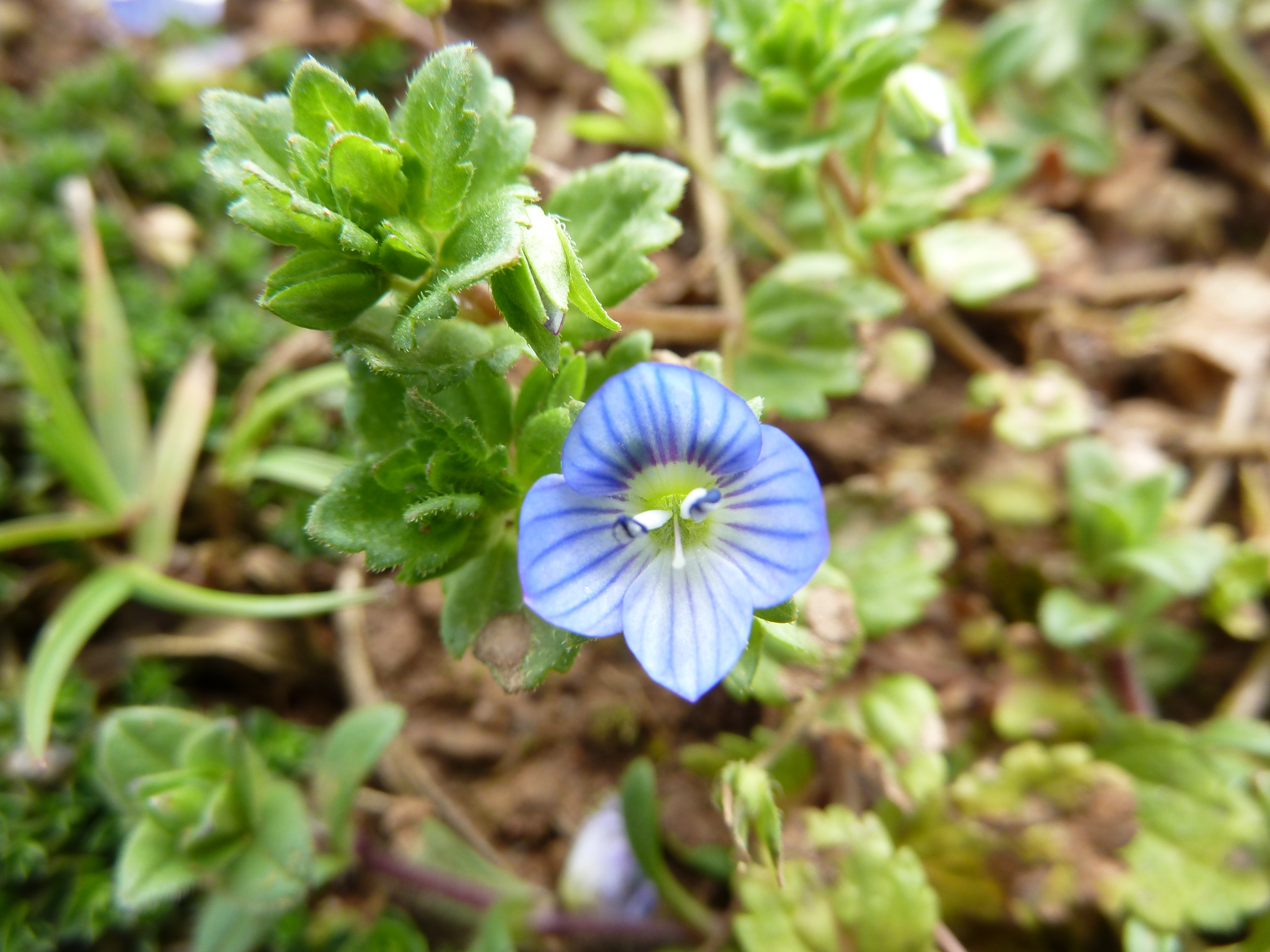
阿拉伯婆婆纳(Veronica persica)

## 扩展阅读
- 維基物種上的相關：阿拉伯婆婆纳